# Juegos Mediterráneos de 2001
Los XIV Juegos Mediterráneos se celebraron en Túnez (Túnez), del 2 al 15 de septiembre de 2001, bajo la denominación Túnez 2001. Los juegos supusieron la dedicación de todo un país a la organización de un evento deportivo. Voluntarios, público, transportes, comercios y, en definitiva, todo el país, especialmente la capital, vivieron quince días de dedicación absoluta a este acontecimiento.
Unos Juegos que contaron con una buena organización y que contribuyeron a que la competición siguiese creciendo, tendiendo la mano a la edición de Almería 2005, que fue protagonista en la ceremonia de clausura, en la que el alcalde de la capital tunecina trasladó la bandera mediterránea al presidente del Comité Internacional, Claude Collard, para que este la cediese al alcalde de Almería y presidente del COJMA 2005, Santiago Martínez Cabrejas, que la ondeó en mitad del Estadio 7 de Noviembre.
En cuanto a los resultados deportivos, el país vencedor fue Francia, con un total de 122 medallas, pero de las que 40 fueron de oro, 32 de plata y 50 de bronce. En segunda posición quedaba Italia, que sumó más metales, 136 en total, pero menos de oro, 38. Las de plata fueron 59 y las de bronce 39. España ocupó el tercer lugar, con 98 medallas, de las que 31 fueron de oro, 26 de plata y 41 de bronce. El país anfitrión, Túnez, quedó en el sexto lugar del medallero.
En cuanto a la actuación española, destacaron once oros en natación, cinco en gimnasia, cuatro en atletismo y halterofilia, dos en kárate y uno en petanca, golf y ciclismo. 5 bronces en Judo. Por equipos, el oro en baloncesto y waterpolo y la plata en balonmano femenino.
Participaron 3.041 atletas procedentes de 23 países con un total de 230 eventos repartidos en 24 deportes.
Túnez es la única ciudad que ha acogido dos ediciones de los Juegos Mediterráneos.

## Medallero
| Núm. | País                 | Oro | Plata | Bronce | Total |
| ---- | -------------------- | --- | ----- | ------ | ----- |
| 1    | Francia              | 42  | 32    | 48     | 122   |
| 2    | Italia               | 38  | 61    | 40     | 139   |
| 3    | España               | 33  | 25    | 44     | 102   |
| 4    | Turquía              | 33  | 16    | 12     | 61    |
| 5    | Grecia               | 28  | 33    | 27     | 88    |
| 6    | Túnez                | 17  | 13    | 26     | 56    |
| 7    | Argelia              | 10  | 10    | 9      | 29    |
| 8    | Croacia              | 9   | 6     | 7      | 22    |
| 9    | Egipto               | 7   | 13    | 17     | 37    |
| 10   | Marruecos            | 5   | 6     | 5      | 16    |
| 11   | Eslovenia            | 5   | 5     | 10     | 20    |
| 12   | R. F. de Yugoslavia  | 3   | 5     | 13     | 21    |
| 13   | Chipre               | 1   | 1     | 3      | 5     |
| 14   | Siria                | 0   | 5     | 4      | 9     |
| 15   | Líbano               | 0   | 1     | 1      | 2     |
| 16   | Albania              | 0   | 1     | 0      | 1     |
| 17   | Bosnia y Herzegovina | 0   | 0     | 3      | 3     |
| 18   | Libia                | 0   | 0     | 1      | 1     |

| Predecesor: Bari 1997 | XIV Juegos Mediterráneos 2001 | Sucesor: Almería 2005 |

- Datos: Q500322